# Dudleja
Dudleja (Dudleya) je rod rostlin z čeledi tlusticovitých (Crassulaceae). Rod je pojmenován po Williamu Russelovi Dudleyovi, prvním vedoucím katedry botaniky na Stanfordově univerzitě.
Jsou to suchomilné byliny se silně dužnatými listy zadržujícími vodu.

## Vybrané druhy

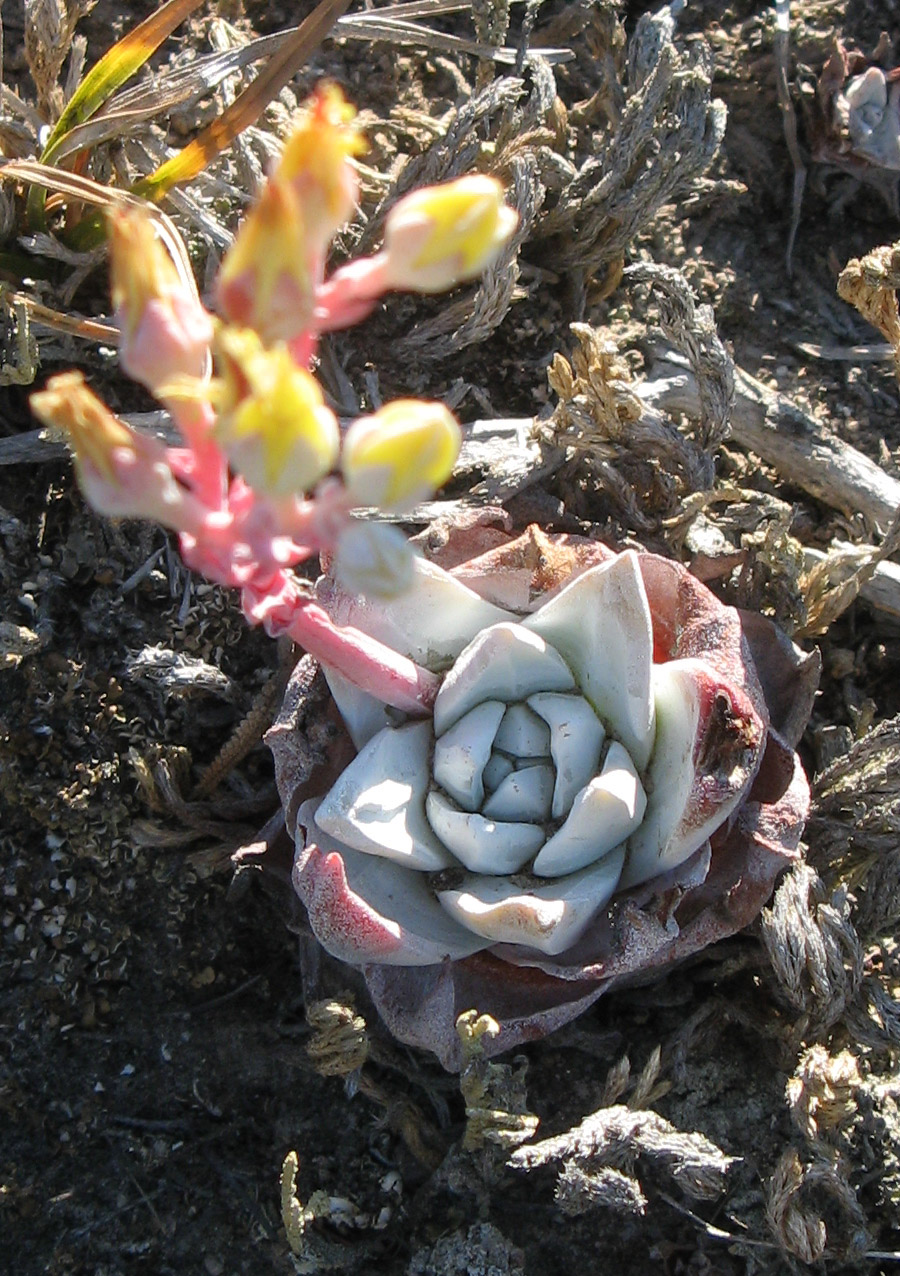
Dudleya gnoma

Rod má 43 druhů, zejména na jihozápadě USA. Kromě rodu Sedum býval řazen i do rodu Echeveria.
- Dudleya abramsii
- Dudleya anthonyi – dříve Echeveria
- Dudleya attenuata – Orcutt's live-forever, Tapertip live-forever. Formerly in Echeveria, sometimes included in D. edulis
- Dudleya arizonica
- Dudleya blochmaniae
- Dudleya blochmaniae ssp. brevifolia
- Dudleya brittonii
- Dudleya caespitosa – Sea lettuce. Syn. Echeveria californica, E. cotyledon, E. helleri, E. laxa, Sedum cotyledon.
- Dudleya calcicola – Limestone dudleya
- Dudleya candelabrum
- Dudleya candida – formerly in Echeveria
- Dudleya crassifolia[1]
- Dudleya cultrata – Dříve jako Echeveria
- Dudleya cymosa – Canyon live-forever. Dříve jako Echeveria.
- Dudleya densiflora
- Dudleya edulis - Dříve Echeveria nebo i Sedum.
- Dudleya farinosa
- Dudleya gnoma – Munchkin dudleya
- Dudleya greenei
- Dudleya guadalupensis
- Dudleya ingens
- Dudleya hendrixii
- Dudleya lanceolata
- Dudleya linearis
- Dudleya multicaulis – vícekmenná
- Dudleya nesiotica
- Dudleya pachyphytum – Cedros Island dudleya
- Dudleya palmeri
- Dudleya pulverulenta – Syn. Echeveria argentea, E. pulverulenta, Cotyledon pulverulenta
- Dudleya saxosa – Rock live-forever. Syn. Echeveria collomiae
- Dudleya setchellii – Santa Clara Valley dudleya
- Dudleya stolonifera
- Dudleya traskiae – Santa Barbara Island live-forever
- Dudleya variegata
- Dudleya verityi
- Dudleya virens – Alabaster plant, Island live-forever
- Dudleya viscida – Sticky dudleya